# Боббі Кокавец
Боббі Кокавец (англ. Bobby Kokavec; нар. 17 травня 1976) — колишній канадський тенісист.
Найвищу одиночну позицію світового рейтингу — 232 місце досяг 17 листопада 1997, парну — 152 місце — 9 листопада 1998 року.
Здобув 7 парних титулів.
Найвищим досягненням на турнірах Великого шолома було 2 коло в парному розряді.

## Фінали ATP Челленджер і ITF Ф'ючерс

### Одиночний розряд: 2 (1–1)
| Легенда              |
| -------------------- |
| ATP Челленджер (0–1) |
| ITF Ф'ючерс (1–0)    |

| Фінали за покриттям |
| ------------------- |
| Тверде (0–0)        |
| Ґрунт (1–1)         |
| Трава (0–0)         |
| Килим (0–0)         |

| Результат | В-П | Дата     | Турнір                         | Рівень     | Покриття | Суперник           | Рахунок       |
| --------- | --- | -------- | ------------------------------ | ---------- | -------- | ------------------ | ------------- |
| Поразка   | 0–1 | Вер 1997 | Гвадалахара (Мексика), Мексика | Челленджер | Ґрунт    | Алехандро Ернандес | 4–6, 7–5, 2–6 |
| Перемога  | 1–1 | Тра 1999 | США F3, Таллахассі             | Ф'ючерс    | Ґрунт    | Горст Скофф        | 7–5, 6–1      |

### Парний розряд: 11 (7–4)
| Легенда              |
| -------------------- |
| ATP Челленджер (3–4) |
| ITF Ф'ючерс (4–0)    |

| Фінали за покриттям |
| ------------------- |
| Тверде (7–2)        |
| Ґрунт (0–2)         |
| Трава (0–0)         |
| Килим (0–0)         |

| Результат | В-П | Дата     | Турнір                         | Рівень     | Покриття | Партнер          | Суперники                      | Рахунок       |
| --------- | --- | -------- | ------------------------------ | ---------- | -------- | ---------------- | ------------------------------ | ------------- |
| Поразка   | 0–1 | Лис 1997 | Гвадалахара (Мексика), Мексика | Челленджер | Ґрунт    | Марко Осоріо     | Нелсон Аертс Андре Са          | 6–7, 3–6      |
| Поразка   | 0–2 | Кві 1998 | Сан-Луїс-Потосі, Мексика       | Челленджер | Ґрунт    | Хосе Фронтера    | Едвін Кемпес Петер Весселс     | 6–7, 6–4, 5–7 |
| Поразка   | 0–3 | Лип 1998 | Гранбі, Канада                 | Челленджер | Тверде   | Фредерік Ніємеєр | Мотомура Гоїті Судзукі Такао   | 6–7, 1–6      |
| Поразка   | 0–4 | Жов 1999 | Х'юстон, США                   | Челленджер | Тверде   | Жоселін Робішо   | Девід Ділуша Майкл Селл        | 6–7, 0–6      |
| Перемога  | 1–4 | Лис 1999 | США F19, Гренелеф              | Ф'ючерс    | Тверде   | Жоселін Робішо   | Седрік Кауфманн Майлс Маклаган | 4–6, 7–5, 6–1 |
| Перемога  | 2–4 | Лис 1999 | США F20, Клірвотер             | Ф'ючерс    | Тверде   | Брендон Гоук     | Дастін Мок Кейт Поллак         | 2–6, 6–3, 6–2 |
| Перемога  | 3–4 | Лют 2000 | США F4, Корпус-Крісті          | Ф'ючерс    | Тверде   | Крістіан Кордас  | Мануель Джоркуера Ефе Устюндаг | 6–2, 6–3      |
| Перемога  | 4–4 | Чер 2001 | Канада F2, Монреаль            | Ф'ючерс    | Тверде   | Ліколя Брошу     | Ендрю Ніскер Тріпп Філліпс     | 6–2, 6–4      |
| Перемога  | 5–4 | Лип 2001 | Гранбі, Канада                 | Челленджер | Тверде   | Джефф Моррісон   | Роберт Кендрік Брендон Гоук    | 6–4, 6–4      |
| Перемога  | 6–4 | Сер 2001 | Бінгемтон, США                 | Челленджер | Тверде   | Фредерік Ніємеєр | Ендрю Ніскер Амір Хадад        | 2–6, 6–4, 6–1 |
| Перемога  | 7–4 | Сер 2001 | Бронкс, США                    | Челленджер | Тверде   | Келлі Ґаллетт    | Ендрю Ніскер Ґевін Сонтаґ      | 6–4, 6–3      |